# Libéria címere

Libéria címere

Libéria címere egy aranyszegélyű, díszes pajzs, amelyen egy tengerpart látható. Az előtérben egy ekét és egy pálmafát ábrázoltak, a háttérben egy vitorlás úszik a kék vízen, amely mögül a nap kel fel. A bal felső sarokban egy fehér galamb repül, csőrében a függetlenségi nyilatkozattal. A pajzs felett és alatt fehér színű szalag található. Felül az ország mottója: „The love of liberty brought us here” (A szabadság szeretete hozott ide minket), alul az ország teljes angol neve olvasható.